# Велоспорт на літніх Олімпійських іграх 2012 – кейрін (жінки)
Змагання з велоспорту у дисципліні кейрін серед жінок на літніх Олімпійських іграх 2012 пройшли 4 серпня. Взяли участь 18 спортсменок. Кейрін у жінок дебютував у рамках літніх Олімпійських ігор 2012.
Головними претендентками на перемогу вважалася чинна чемпіонка Європи у кейріні, господиня ігор британка Вікторія Пендлтон і чинна чемпіонка світу у цій дисципліні австралійка Анна Мірс. Також серед претенденток на медалі фігурували фіналісти останнього чемпіонату світу німкеня Крістіна Фогель, росіянка Катерина Гніденко, француженка Клара Санчес, китаянка Гуо Шуан і литовська велогонщиця Симона Крупецкайте.
Перший раунд всі фаворити пройшли досить впевнено, потрапивши у число двох перших у своїх заїздах. Тільки Кларі Санчес знадобилося участь у додатковому заїзді, який вона впевнено виграла і вийшла до наступного раунду. Перший півфінал приніс досить несподіваний результат. Крупецкайте і Фогель посіли останні два місця у заїзді і вибули з боротьби за медалі. Перше місце посіла Анна Мірс, а разом з нею у фінал несподівано вийшли канадка Моніка Салліван і спортсменка з Гонконгу Лі Хвейші. У другому півфіналі відразу 4 спортсменки рівною мірою претендували на вихід у фінал. У впертій боротьбі четверте місце посіла Катерина Гніденко.
Головною інтригою фіналу стало протистояння Пендлтон і Мірс. Після того, як байк покинув трек, лідерство захопила Мірс, вона йшла першою протягом двох кіл, але на останньому колі Пендлтон вирвалася вперед і вже не випустила лідерство до самого кінця, хоча на фініші її мало не наздогнала китаянка Гуо Шуан, яка дуже потужно накочувала на фініш. Третє місце сенсаційно посіла Лі Хвейші. Анна Мірс у підсумку посіла лише 5-те місце.

## Призери
| Золото                              | Срібло           | Бронза              |
| Вікторія Пендлтон · Велика Британія | Гуо Шуан · Китай | Лі Хвейші · Гонконг |

## Змагання

### Перший раунд

#### Перший заїзд
| Місце | Спортсмен                      | Час    |
| ----- | ------------------------------ | ------ |
| 1     | Крістіна Фогель (GER)          | 11,573 |
| 2     | Катерина Гніденко (RUS)        |        |
| 3     | Лісандра Гуерра Родрігес (CUB) |        |
| 4     | Хуліана Гавірія Рендон (COL)   |        |
| 5     | Моніка Салліван (CAN)          |        |
| 6     | Клара Санчес (FRA)             |        |

#### Другий заїзд
| Місце | Спортсмен               | Час    |
| ----- | ----------------------- | ------ |
| 1     | Вікторія Пендлтон (GBR) | 11,120 |
| 2     | Анна Мірс (AUS)         |        |
| 3     | Наташа Гансен (NZL)     |        |
| 4     | Фатеха Мустапа (MAS)    |        |
| 5     | Любов Шуліка (UKR)      |        |
| 6     | Віллі Каніс (NED)       |        |

#### Третій заїзд
| Місце | Спортсмен                | Час    |
| ----- | ------------------------ | ------ |
| 1     | Гуо Шуан (CHN)           | 11,454 |
| 2     | Симона Крупецкайте (LTU) |        |
| 3     | Даніела Ларреаль (VEN)   |        |
| 4     | Лі Хвейші (HKG)          |        |
| 5     | Лі Хеджін (KOR)          |        |
| 6     | Ольга Панаріна (BLR)     |        |

### Перезаїзди

#### Перший заїзд
| Місце | Спортсмен                      | Час    |
| ----- | ------------------------------ | ------ |
| 1     | Лі Хвейші (HKG)                | 10,992 |
| 2     | Віллі Каніс (NED)              |        |
| 3     | Моніка Салліван (CAN)          |        |
| 4     | Лісандра Гуерра Родрігес (CUB) |        |
| 5     | Ольга Панаріна (BLR)           |        |
| 6     | Хуліана Гавірія Рендон (COL)   |        |

#### Другий заїзд
| Місце | Спортсмен              | Час    |
| ----- | ---------------------- | ------ |
| 1     | Клара Санчес (FRA)     | 11,259 |
| 2     | Наташа Гансен (NZL)    |        |
| 3     | Даніела Ларреаль (VEN) |        |
| 4     | Любов Шуліка (UKR)     |        |
| 5     | Фатеха Мустапа (MAS)   |        |
| 6     | Лі Хеджін (KOR)        |        |

### Півфінал

#### Перший заїзд
| Місце | Спортсмен                | Час    |
| ----- | ------------------------ | ------ |
| 1     | Анна Мірс (AUS)          | 11,175 |
| 2     | Моніка Салліван (CAN)    |        |
| 3     | Лі Хвейші (HKG)          |        |
| 4     | Віллі Каніс (NED)        |        |
| 5     | Симона Крупецкайте (LTU) |        |
| 6     | Крістіна Фогель (GER)    |        |

#### Другий заїзд
| Місце | Спортсмен               | Час    |
| ----- | ----------------------- | ------ |
| 1     | Вікторія Пендлтон (GBR) | 11,093 |
| 2     | Клара Санчес (FRA)      |        |
| 3     | Гуо Шуан (CHN)          |        |
| 4     | Катерина Гніденко (RUS) |        |
| 5     | Наташа Гансен (NZL)     |        |
| 6     | Даніела Ларреаль (VEN)  |        |

### Фінал за 7-е місце
| Місце | Спортсмен                | Час    |
| ----- | ------------------------ | ------ |
| 1     | Симона Крупецкайте (LTU) | 11,456 |
| 2     | Катерина Гніденко (RUS)  |        |
| 3     | Даніела Ларреаль (VEN)   |        |
| 4     | Крістіна Фогель (GER)    |        |
| 5     | Наташа Гансен (NZL)      |        |
| 6     | Віллі Каніс (NED)        |        |

### Фінал
| Місце | Спортсмен               | Час    |
| ----- | ----------------------- | ------ |
| 1     | Вікторія Пендлтон (GBR) | 10,965 |
| 2     | Гуо Шуан (CHN)          |        |
| 3     | Лі Хвейші (HKG)         |        |
| 4     | Клара Санчес (FRA)      |        |
| 5     | Анна Мірс (AUS)         |        |
| 6     | Моніка Салліван (CAN)   |        |